# Run (Cricket)
Die Punkte einer Mannschaft im Cricket werden in Runs angegeben.
Runs können, von seltenen Ausnahmen abgesehen, immer nur von der im laufenden Innings schlagenden Mannschaft erzielt werden. Von dieser, der sogenannten batting side, sind immer zwei Batter gleichzeitig auf dem Spielfeld. Sie besetzen jeweils ein Ende der Pitch. Derjenige der beiden Batter, der gerade am Schlag ist, wird Striker genannt, der andere Batter ist der Non-Striker. In Spielen mit zwei Innings pro Mannschaft werden die Runs aus beiden Spieldurchgängen addiert.
Hundert Runs eines Batters während eines Innings werden als Century bezeichnet, 50 Runs oft als Half-Century oder Fifty.

## Batting Runs
Diejenigen Runs, welche die Folge eines Schlages des Strikers sind, werden auch immer ihm persönlich gutgeschrieben. Dem jeweiligen Bowler werden diese von ihm verschuldeten Runs negativ angerechnet.

### Erlaufene Runs
Ein Run wird normalerweise erzielt, indem der Striker den Ball des Bowlers wegschlägt, und beide Batter daraufhin zum jeweils anderen Pitchende laufen und damit ihre Plätze tauschen. Beide Batter müssen hinter die Popping Crease (Schlaglinie oder kurz „Linie“) gelangen, die sich 1,22 m vor dem jeweiligen Wicket befindet. „Hinter“ bedeutet, dass sie mit ihrem Körper oder dem in der Hand gehaltenen Schläger den Boden jenseits der weißen Linienmarkierung berühren müssen.
Diesen Vorgang können sie beliebig oft wiederholen, was jedes Mal einen weiteren Run einbringt. Doch in der Zwischenzeit wird die Feldmannschaft den Ball so schnell wie möglich zu einem der Pitchenden zurückbringen, um das dortige Wicket zu zerstören. Wenn ihr das gelingt, bevor der nähere Batter hinter die Linie gekommen ist, scheidet dieser aus und der letzte versuchte Run zählt nicht (siehe Run Out). Es spielt also keine Rolle, ob dies den ursprünglichen Striker oder Non-Striker betrifft und an welchem Ende der Pitch das Out geschieht, obwohl alle erlaufenen Runs nur dem Striker gutgeschrieben werden.
Ob überhaupt bzw. wie oft sie versuchen, die Pitchenden zu wechseln, liegt einzig im Ermessen der beiden Batter. Sie müssen schnell entscheiden, ob die Zeit ausreicht, bis die Feldmannschaft den Ball wieder zurückgebracht hat. Im Allgemeinen liegt die Entscheidung bei demjenigen Batter, der zum sogenannten Danger End laufen würde, also dem Ende der Pitch, zu dem die Feldmannschaft am ehesten in der gegebenen Spielsituation werfen wird. Es ist üblich, mit einfachen Kommandos 'Yes', 'No' oder 'Wait' (wenn die Situation noch unklar ist) das entsprechende Signal zu geben.
Haben die Batter eine ungerade Anzahl an Runs erlaufen, dann wechselt das Schlagrecht zum bisherigen Non-Striker, welcher damit zum Striker wird. Wenn allerdings der letzte Wurf der letzte Ball des laufenden Overs war, dann wechselt das Schlagrecht bei einer geraden Runanzahl, da das nächste Over vom anderen Pitch-Ende aus gebowlt wird.

### Boundary
Schlägt der Striker den Ball aus dem Spielfeld, indem der Ball am Boden entlang rollt oder mindestens einmal vor der Boundary (Spielfeldgrenze) aufkommt, zählt dies vier Runs. Wenn die beiden Batter schon Runs erlaufen hatten, bevor der Ball die Spielfeldgrenze erreichte, zählen diese aber nicht zusätzlich und die beiden Batter müssen wieder zu ihren ursprünglichen Pitchenden zurückkehren. Nur in dem sehr unwahrscheinlichen Fall, dass mehr als vier Runs erlaufen werden, würden diese dann gewertet werden.
Schlägt der Striker den Ball hoch über die Spielfeldgrenze, so dass dieser erst wieder außerhalb des Spielfeldes aufkommt, zählt dies sechs Runs. Dies gilt auch dann, wenn der Ball noch auf der Begrenzungsmarkierung landet.
Eine Boundary (4 oder 6) ist auch dann erzielt, wenn der im Spiel befindliche Ball mit einem Gegenstand oder Feldspieler in Berührung kommt, der selbst in Berührung mit dem Außenfeld oder auch nur der Begrenzungsmarkierung ist. Zum Beispiel wenn ein Feldspieler, während er versucht den Ball zu fangen, aber bevor der Catch als abgeschlossen gilt, die Begrenzung berührt. Dem ersten Feldspieler, der den Ball nach einem Schlag berührt, ist es auch nicht erlaubt, von außerhalb der Begrenzung hochzuspringen.
Eine Boundary-4 kann auch im Zusammenhang mit Extras (siehe unten) erzielt werden, jedoch nie eine Boundary-6, da diese immer aus einem Schlag folgen muss.
Eine Boundary-4 wird vom Schiedsrichter angezeigt, indem er mit einem Arm eine wellenartige Bewegung von einer Seite zur anderen und zurück ausführt. Bei einer Boundary-6 streckt er beide Arme nach oben.
Die beiden Schiedsrichter müssen mit beiden Kapitänen vor dem Spiel die tatsächlich zu vergebenden Runs für Boundarys vereinbaren, da lokale Traditionen manchmal von dem 4/6-Standard abweichen. Ob aber ein Hindernis oder eine Person auf dem Spielfeld (z. B. ein Baum) wie eine Boundary behandelt wird, muss von den Schiedsrichtern vor der Toss alleine entschieden werden. Standardmäßig ist dies nicht der Fall.

## Extras
Extras sind Runs, die nicht aus einem Schlag herrühren und daher auch nicht dem Striker gutgeschrieben werden. Für seine Mannschaft macht es aber keinerlei Unterschied.

### Bowling Extras
Bowling Extras resultieren aus einer Regelwidrigkeit bzw. einem Fehler des Bowlers. Deshalb werden auch alle daraus folgenden Runs dem Bowler negativ angerechnet.

#### No Ball
Ein ungültiger Wurf des Bowlers wird No Ball genannt. Der Schiedsrichter ruft sofort laut „No Ball“ und streckt einen Arm waagerecht aus.
Der Schlagmannschaft wird automatisch ein Run als No Ball Extra gutgeschrieben, doch kann der Striker den Ball schlagen und, wie oben erklärt, Runs erlaufen oder eine Boundary erzielen. Diese Runs werden dann zusätzlich zu dem Extra-Run gezählt und, da sie aus einem Schlag herrühren, im Gegensatz zum Extra-Run, dem Striker gutgeschrieben.
Manchmal rollt der Ball sogar ohne Schlägerberührung bis zur Boundary. Dies wird dann mit weiteren vier No Ball Extras bestraft.
In manchen Ligen werden, abweichend von den Regeln, bei einem No Ball zwei Extras gewertet. Bis zum Herbst 2000 wurde der No Ball Extra nur gezählt, wenn keine anderen Runs aus diesem Ball resultierten.

#### Wide
Es gibt beim Cricket keine Schlag- bzw. Wurfzone, in die der Bowler „hineinwerfen“ (bowlen) muss. Wenn der Ball aber, nach Ansicht des Schiedsrichters, so weit am Striker vorbei gebowlt wird, dass dieser ihn nicht „unter Anwendung eines normalen Cricketschlages“ schlagen kann, wird er als Wide gewertet. In Ein-Tages Spielen, insbesondere One-Day Internationals und International Twenty20 Spielen, werden allgemein alle Bälle, die auf die Leg Side des Strikers und des Wickets, also in seinen Rücken, gebowlt werden, als Wide gewertet.
Der Striker kann einen ansonsten fairen Ball aber nicht dadurch zum Wide „wandeln“, indem er beispielsweise einen Schritt vom Ball weggeht, er kann aber einen Ball, der ansonsten Wide gewesen wäre, zu einem gültigen Ball werden lassen, indem er sich weit genug in Richtung des Balles bewegt.
Der Schiedsrichter zeigt einen Wide an, indem er sofort laut „Wide Ball“ ruft und beide Arme waagerecht ausstreckt.
Auch der Wide zählt automatisch einen Extra-Run und muss, wie der No Ball, wiederholt werden. Doch im Gegensatz zum No Ball kann der Ball per Definition nicht vom Striker geschlagen werden. Wie bei einem No Ball kann auch hier der Ball bis zur Boundary rollen, was ebenfalls vier weitere Wides einbringt.

### Fielding Extras
Diese Runs sind keine Folge eines Wurffehlers und werden daher dem Bowler auch nie negativ angerechnet. Byes allerdings werden allgemein als Fehler des Wicket-Keepers betrachtet.

#### Bye
Byes sind Runs, welche die beiden Batter wie ganz normale Runs (siehe oben) erlaufen haben, mit dem Unterschied, dass der Striker den Ball aber nicht geschlagen hat und er auch nicht vom Ball getroffen wurde. Gelegenheit dazu haben die Batter meist nur dann, wenn der hinter dem Striker stehende Wicket-Keeper einen Ball nicht aufhält, den der Striker, absichtlich oder unabsichtlich, nicht geschlagen hat.
Nachdem der Ball tot ist, zeigt der Schiedsrichter „Byes“ an, indem er einen Arm mit geöffneter Hand nach oben streckt.
Ein bis zur Boundary rollender Ball bringt in diesem Fall aber nur insgesamt vier Byes ein, da ein Bye kein Strafpunkt wie im Sinne der Bowling Extras ist.
Werden Runs bei einem als No Ball oder Wide angezeigten Ball auf diese Weise erlaufen, werden diese nicht als Byes, sondern in der entsprechenden Kategorie gewertet.

#### Leg Bye
Wird der Striker vom Ball getroffen, können die beiden Batter Leg Byes erlaufen. Der Striker muss aber nach Ansicht des Schiedsrichters entweder versucht haben, den Ball zu spielen oder dem Ball auszuweichen. Weil der Ball hierbei meist unvorhersehbar abgelenkt wird, sind Leg Byes keine Runs, die dem Wicket-Keeper als Fehler angerechnet werden.
Nachdem der Ball tot ist, zeigt der Schiedsrichter „Leg Byes“ an, indem er ein angehobenes Knie mit der Hand berührt.
Auch in diesem Fall werden wieder insgesamt vier Leg Byes gewertet, wenn der Ball bis zur Boundary rollt.
Werden Runs bei einem als No Ball angezeigten Ball auf diese Weise erlaufen, werden diese nicht als Leg Byes, sondern als No Balls gewertet. Ein Wide kann per Definition bei einer Körperberührung nicht vorkommen.

### Penalties
Penalties, die immer mit fünf Runs bewertet werden, wurden als explizite Extra-Kategorie erst im Jahr 2000 eingeführt. Seitdem ist es auch erstmals möglich, dass die Feldmannschaft Runs, eben Penalties, erzielen kann. Diese werden ihr aber, wenn möglich, nachträglich zu den Runs ihres letzten eigenen Innings hinzugerechnet, anderenfalls zu ihrem ersten Innings.

#### Penalties zugunsten der Schlagmannschaft
- Ein Spieler betritt ohne Genehmigung des Schiedsrichters das Spielfeld und berührt den im Spiel befindlichen Ball
- Regelwidriges Spielen des Balles durch einen Feldspieler. Der Ball darf nur mit dem Körper gespielt werden. Man darf ihn also beispielsweise nicht mit einer Kappe aufhalten.
- Ein auf dem Boden liegender Feldspielerhelm wird vom Ball getroffen. Nicht mehr benutzte Helme muss die Feldmannschaft hinter dem Wicket-Keeper auf den Boden legen.
- Ballmanipulation. Das Polieren des Balles, ohne künstliche Substanzen, ist aber gestattet.
- Absichtliche Ablenkung der Strikers
- Absichtliche Ablenkung oder Behinderung eines Batters nach dem Schlag
- Spielverzögerung
- Beschädigung der Pitch

#### Penalties zugunsten der Feldmannschaft
- Absichtliche Short Runs
- Spielverzögerung
- Beschädigung der Pitch
- Runs stehlen. Die Batter dürfen nicht schon während des Bowleranlaufs versuchen, Runs zu erlaufen.
- Unerlaubte Übungen auf dem Spielfeld[4]

Die genaue Vergabe von Strafpunkten ist sehr kompliziert geregelt, da unter anderem vorher teilweise erst eine Verwarnung ausgesprochen wird.
Penalties zugunsten der Schlagmannschaft werden angezeigt, indem der Schiedsrichter wiederholt mit der Hand auf die entferntere Schulter klopft. Bei Penalties für die Feldmannschaft legt er die Hand auf die entferntere Schulter.

## Overthrow
Manchmal kommt es vor, dass ein Feldspieler, der den Ball zu einem der Wickets zurückwerfen will, über das Ziel hinauswirft. Dies kann den Batter Gelegenheit geben, noch weitere Runs zu erlaufen. Erreicht der Ball durch solch einen „wilden Wurf“ sogar die Außenlinie (Boundary), dann werden, abweichend von der sonstigen Regelung, alle im Moment des Rückwurfes schon erlaufenen Runs zusätzlich zu diesem Boundary-4 gewertet. Waren die beiden Batter im Moment des Rückwurfes schon aneinander vorbeigelaufen, wird dieser angefangene Run auch noch gewertet.

## Short Run
Berührt ein Batter beim Umkehren zu einem weiteren Run nicht den Boden jenseits der Schlaglinie, dann zählt dieser Run nicht und wird, nachdem der Ball tot ist, vom Schiedsrichter als Short Run angezeigt. Er berührt seine nähere Schulter mit einer Hand und ruft „Short run“. Obwohl theoretisch durch das verfrühte Umkehren auch der nächste Run nicht in voller Länge erlaufen werden kann, zählt dieser dennoch, wenn er erfolgreich abgeschlossen wird. Beide Batter dürfen aber jeweils von vor ihrer Linie zu ihrem ersten Run starten. Insbesondere für den Non-Striker besteht dabei aber Run-Out-Gefahr.
Haben beide Schiedsrichter an ihrem Pitchende jeweils auf Short Run(s) erkannt, müssen sie sich darüber absprechen, wie viele Runs tatsächlich erzielt wurden. Denn wenn beim selben Runversuch beide Batter an ihrem Ende einen Short Run verschulden, kann nur ein Run abgezogen werden. Jeder einzelne Runversuch wird also getrennt behandelt.
Bei absichtlichen Short Runs durch einen oder beide Batter werden alle Runs aus diesem Ball aberkannt. Im Wiederholungsfall hat dies auch noch weitere Konsequenzen, siehe Penalties oben.

## Lost Ball
Dies ist eine selten angewandte Regel. Kann der Ball (auf dem Platz) nicht gefunden oder wiederbeschafft werden, darf jeder der Feldspieler „Lost Ball“ rufen, worauf das Spiel sofort unterbrochen ist. Der Schlagmannschaft werden sechs Runs gutgeschrieben, wenn nicht anderweitig schon mehr Runs aus diesem Ball erzielt wurden. Hatte der Striker den Ball geschlagen, werden diese Runs ihm gutgeschrieben.

## Test-Match-Rekorde

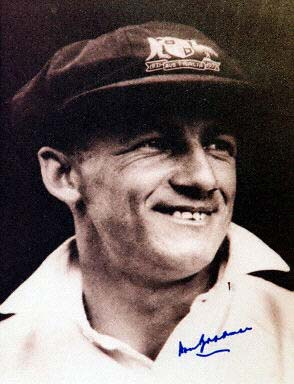
Der schneidige Weltrekordler Donald Bradman auf einer zeitgenössischen Autogrammkarte

Im Test-Cricket erreichte der spätere australische Ritter Donald Bradman in seinen 52 Tests zwischen 1928 und 1948 durchschnittlich 99,94 Runs pro Wicket (Ausscheiden), was seither einsamer Weltrekord ist. Es folgen abgeschlagen der Südafrikaner Graeme Pollock (23 Tests von 1963 bis 1970), der Jamaikaner George Headley (22 Tests von 1930 bis 1954) und der Engländer Herbert Sutcliffe (54 Tests von 1924 bis 1935) mit Durchschnitten von knapp unter 61 Runs pro Wicket.
Brian Lara aus Trinidad erreichte mit 400 Runs (not out) den Rekord für Runs in einem Test-Match Innings. Er erzielte diesen Rekord in der 2003-04 Test-Serie gegen England. Es folgen der Australier Matthew Hayden mit 380 gegen Simbabwe einige Monate zuvor und auf dem dritten Platz erneut Brian Lara, diesmal mit 375 Runs. Diesen ersten Rekord erzielte er ebenso gegen England und im selben Stadion Antigua Recreation Ground in St. John’s auf Antigua, aber bereits zehn Jahre vor seinem bestehenden Weltrekord.
Die höchste Anzahl an Runs in ihrer gesamten Test-Match-Karriere erzielten der Inder Sachin Tendulkar mit 13.447 in 271 Innings seit 1989, Brian Lara mit 11.953 in 232 Innings zwischen 1990 und 2006 sowie Ricky Ponting aus Australien mit 11.928 Runs in 243 Innings seit 1995.
(Alle Angaben Stand 1. Juni 2010)